# Observatório Astronômico Australiano
O Observatório Astronômico Australiano (AAO, na sua sigla em inglês) , anteriormente conhecido como Observatório Anglo-Australiano, é um observatório astronômico com sede em Marsfield no subúrbio de Sydney, Austrália. Originalmente financiado conjuntamente pelos governos do Reino Unido e da Austrália, é agora gerido totalmente pelo Departamento Australiana de Indústria, Inovação, Ciência, Investigação e Ensino Superior. O AAO opera o Telescópio Anglo-Australiano (AAT) de 3,9 metros e UK Schmidt Telescope (UKST) de 1,2 metros no Observatório de Siding Spring, localizado perto da cidade de Coonabarabran, na Austrália.
Além de operar os dois telescópios, a equipe do AAO realiza pesquisa astronômica, bem como a concepção e construção de instrumentos astronômicos inovadores para o AAT e o UKST, e outros telescópios, incluindo o Very Large Telescope do Observatório Europeu do Sul (ESO) no Chile, e o japonês Telescópio Subaru em Mauna Kea, no Havaí.
A participação do governo britânico no observatório terminou em junho de 2010, após a sua adesão ao Observatório Europeu do Sul, o Reino Unido decidiu terminar a sua parceria de 36 anos com o governo australiano, o acesso aos mais modernos e alguns dos maiores telescópios do mundo determinou esta decisão. Com o fim desta bem sucedida parceria em 1 de julho de 2010, o AAO passou a ser apenas gerido pela Austrália. De modo a manter a bem conhecida sigla, o governo australiano rebatizou-o de Observatório Astronômico Australiano.